# Champhol
Champhol est une commune française située dans le département d'Eure-et-Loir en région Centre-Val de Loire.

### Situation

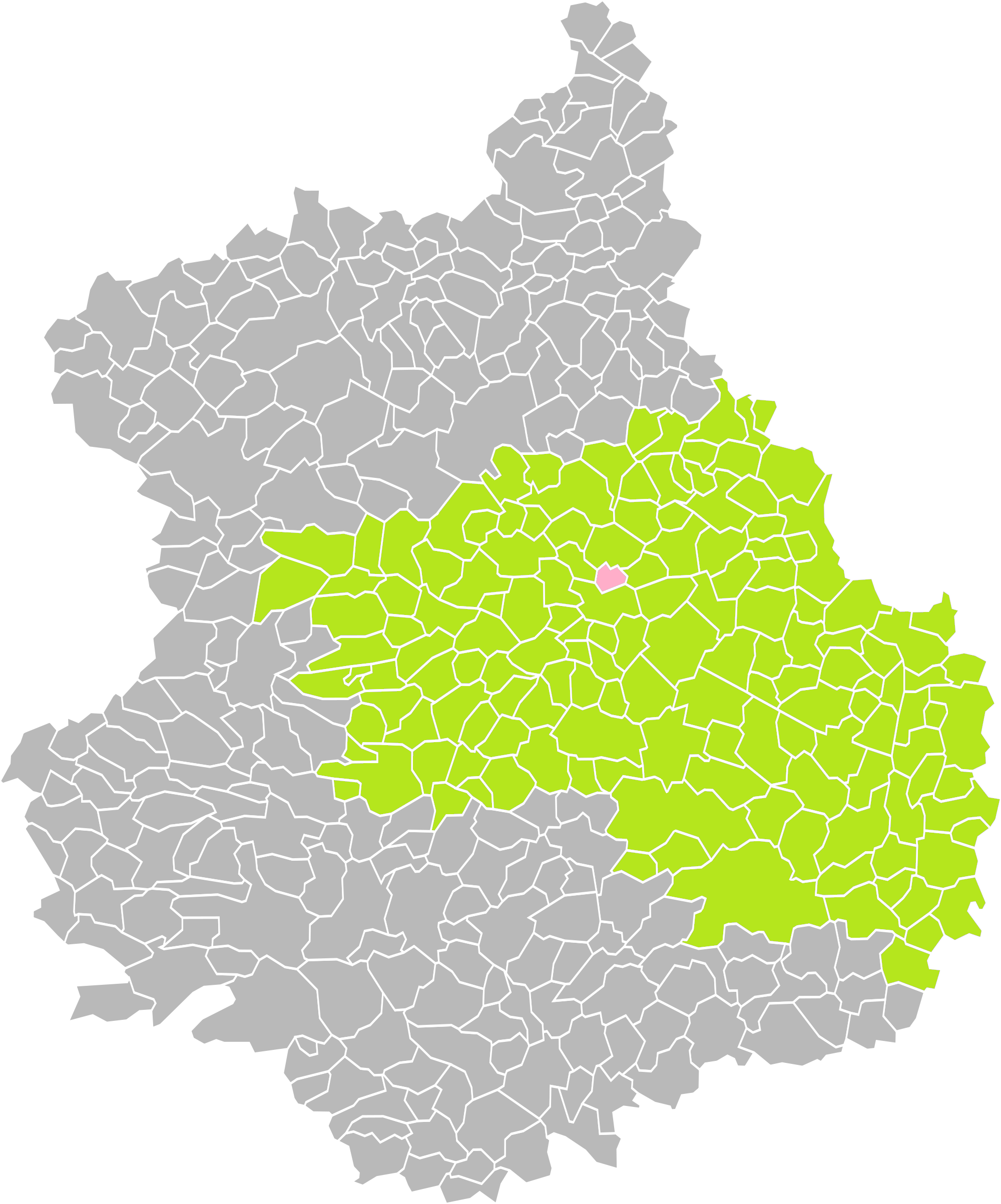
Position de Champhol (en rose) dans l'arrondissement de Chartres (en vert) du département d'Eure-et-Loir (grisé).

## Géographie

### Communes limitrophes
|       | Saint-Prest |                 |
| Lèves | Champhol    | Gasville-Oisème |
|       | Chartres    |                 |

### Hydrographie
La rivière Eure, affluent en rive gauche du fleuve la Seine, borde Champhol au nord-ouest.

### Voies de communication et transports

#### Voies ferrées
Deux lignes traversent le territoire communal, sans haltes :
- la ligne de Paris-Montparnasse à Brest, qui emprunte la vallée de l'Eure ;
- la ligne de Paris à Chartres par Gallardon, fermée dès 1939 aux voyageurs.

Les gares les plus proches sont Chartres et la Villette-Saint-Prest.

### Climat
Pour des articles plus généraux, voir Climat du Centre-Val de Loire et Climat d'Eure-et-Loir.
En 2010, le climat de la commune est de type climat océanique dégradé des plaines du Centre et du Nord, selon une étude du Centre national de la recherche scientifique s'appuyant sur une série de données couvrant la période 1971-2000. En 2020, Météo-France publie une typologie des climats de la France métropolitaine dans laquelle la commune est exposée à un climat océanique altéré et est dans la région climatique Sud-ouest du bassin Parisien, caractérisée par une faible pluviométrie, notamment au printemps (120 à 150 mm) et un hiver froid (3,5 °C).
Pour la période 1971-2000, la température annuelle moyenne est de 10,7 °C, avec une amplitude thermique annuelle de 14,3 °C. Le cumul annuel moyen de précipitations est de 642 mm, avec 10,6 jours de précipitations en janvier et 7,7 jours en juillet. Pour la période 1991-2020, la température moyenne annuelle observée sur la station météorologique installée sur la commune est de 11,4 °C et le cumul annuel moyen de précipitations est de 606,1 mm,. Pour l'avenir, les paramètres climatiques de la commune estimés pour 2050 selon différents scénarios d'émission de gaz à effet de serre sont consultables sur un site dédié publié par Météo-France en novembre 2022.
| Mois                                  | jan.             | fév.           | mars          | avril           | mai             | juin           | jui.           | août          | sep.           | oct.            | nov.           | déc.             | année      |
| ------------------------------------- | ---------------- | -------------- | ------------- | --------------- | --------------- | -------------- | -------------- | ------------- | -------------- | --------------- | -------------- | ---------------- | ---------- |
| Température minimale moyenne (°C)     | 1,8              | 1,5            | 3,4           | 5,1             | 8,5             | 11,6           | 13,5           | 13,4          | 10,5           | 8               | 4,5            | 2,2              | 7          |
| Température moyenne (°C)              | 4,3              | 4,8            | 7,8           | 10,3            | 13,8            | 17             | 19,4           | 19,4          | 15,9           | 12,1            | 7,6            | 4,8              | 11,4       |
| Température maximale moyenne (°C)     | 6,9              | 8,2            | 12,2          | 15,6            | 19              | 22,5           | 25,2           | 25,3          | 21,4           | 16,2            | 10,6           | 7,3              | 15,9       |
| Record de froid (°C) date du record   | −18,4 17.01.1985 | −15 24.02.1963 | −11 01.03.05  | −4,9 04.04.1973 | −1 01.05.1945   | 1,4 02.06.1962 | 0,9 30.07.1928 | 3 17.08.1927  | 0,5 22.09.1928 | −5,4 28.10.1931 | −11,3 30.11.10 | −14,2 29.12.1964 | −18,4 1985 |
| Record de chaleur (°C) date du record | 16,1 27.01.03    | 20,5 27.02.19  | 24,8 31.03.21 | 28,2 18.04.1949 | 31,4 16.05.1945 | 37,2 18.06.22  | 41,4 25.07.19  | 39,6 06.08.03 | 35,5 08.09.23  | 29,8 02.10.23   | 20,9 07.11.15  | 17 06.12.1979    | 41,4 2019  |
| Ensoleillement (h)                    | 635              | 876            | 1 403         | 1 836           | 2 087           | 2 215          | 2 303          | 220           | 1 811          | 1 184           | 724            | 601              | 17 874     |
| Précipitations (mm)                   | 49,9             | 41,5           | 43,5          | 44,6            | 55,3            | 51,5           | 51             | 47,7          | 46             | 58,4            | 56             | 60,7             | 606,1      |

## Urbanisme

### Typologie
Au 1er janvier 2024, Champhol est catégorisée ceinture urbaine, selon la nouvelle grille communale de densité à 7 niveaux définie par l'Insee en 2022.
Elle appartient à l'unité urbaine de Chartres, une agglomération intra-départementale dont elle est une commune de la banlieue,. Par ailleurs la commune fait partie de l'aire d'attraction de Chartres, dont elle est une commune de la couronne,. Cette aire, qui regroupe 117 communes, est catégorisée dans les aires de 50 000 à moins de 200 000 habitants,.

### Occupation des sols
L'occupation des sols de la commune, telle qu'elle ressort de la base de données européenne d’occupation biophysique des sols Corine Land Cover (CLC), est marquée par l'importance des territoires agricoles (53,3 % en 2018), en diminution par rapport à 1990 (64,7 %). La répartition détaillée en 2018 est la suivante : 
terres arables (31 %), zones urbanisées (28,4 %), prairies (22,3 %), forêts (10,7 %), zones industrielles ou commerciales et réseaux de communication (7,7 %). L'évolution de l’occupation des sols de la commune et de ses infrastructures peut être observée sur les différentes représentations cartographiques du territoire : la carte de Cassini (XVIIIe siècle), la carte d'état-major (1820-1866) et les cartes ou photos aériennes de l'IGN pour la période actuelle (1950 à aujourd'hui).

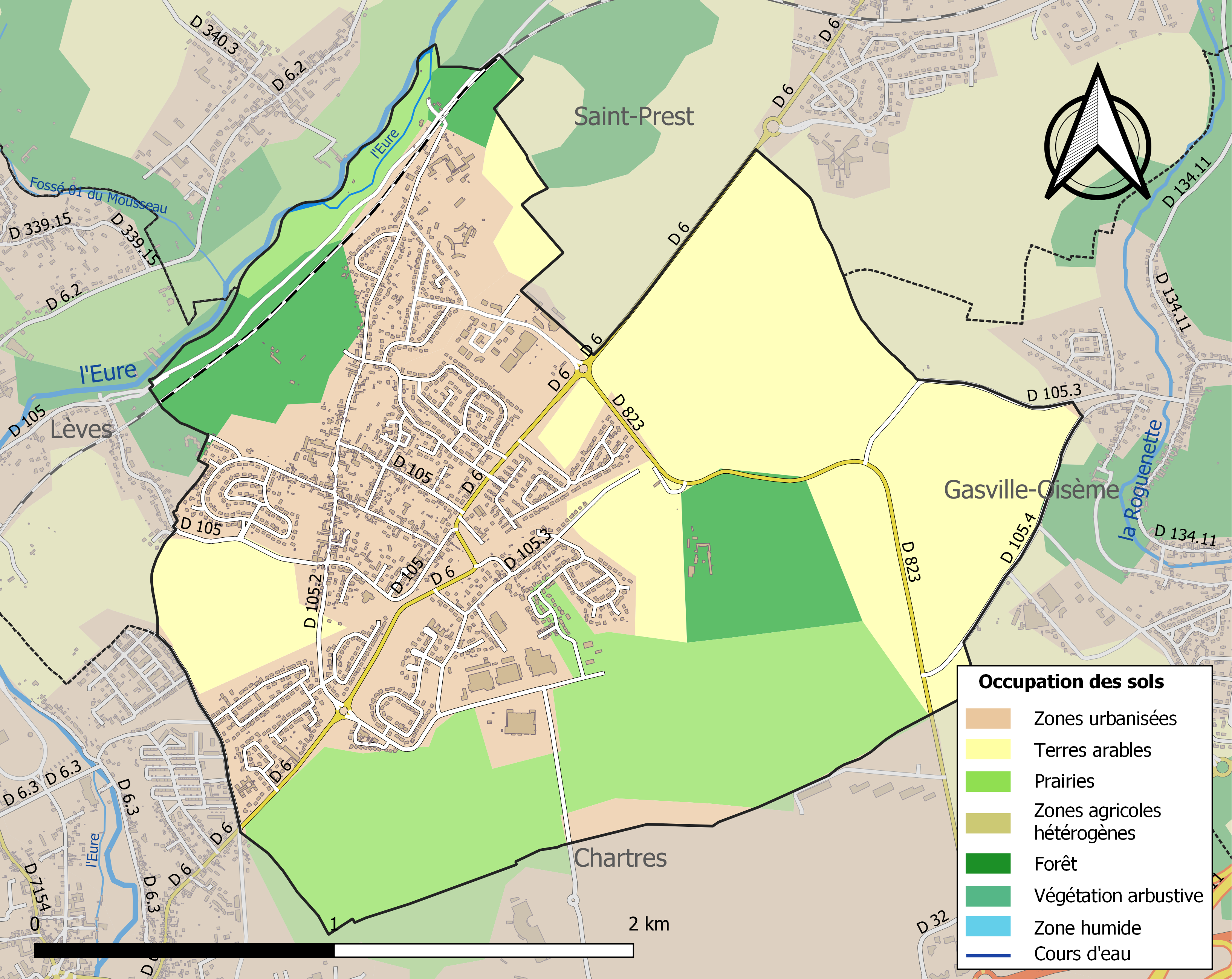
Carte des infrastructures et de l'occupation des sols de la commune en 2018 (CLC).

### Risques majeurs
Le territoire de la commune de Champhol est vulnérable à différents aléas naturels : météorologiques (tempête, orage, neige, grand froid, canicule ou sécheresse), inondations, mouvements de terrains et séisme (sismicité très faible). Il est également exposé à un risque technologique, le transport de matières dangereuses. Un site publié par le BRGM permet d'évaluer simplement et rapidement les risques d'un bien localisé soit par son adresse soit par le numéro de sa parcelle.

#### Risques naturels
Certaines parties du territoire communal sont susceptibles d’être affectées par le risque d’inondation par débordement de cours d'eau, notamment l'Eure. La commune a été reconnue en état de catastrophe naturelle au titre des dommages causés par les inondations et coulées de boue survenues en 1999,.

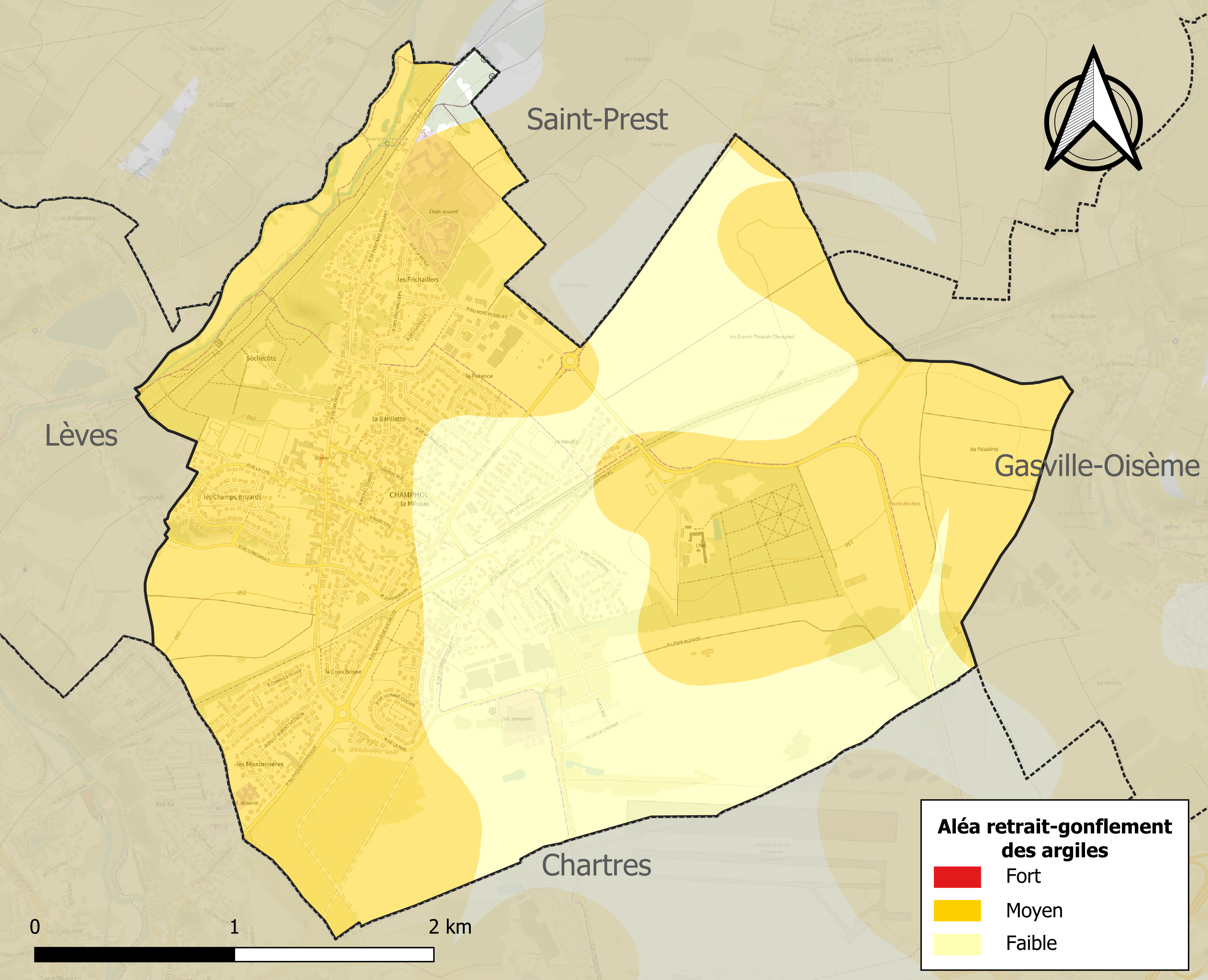
Carte des zones d'aléa retrait-gonflement des sols argileux de Champhol.

Les mouvements de terrains susceptibles de se produire sur la commune sont des mouvements de sols liés à la présence d'argile, des affaissements et effondrements liés aux cavités souterraines (hors mines) et des effondrements généralisés. L'inventaire national des cavités souterraines permet de localiser celles situées sur la commune.
Le retrait-gonflement des sols argileux est susceptible d'engendrer des dommages importants aux bâtiments en cas d’alternance de périodes de sécheresse et de pluie. 65,7 % de la superficie communale est en aléa moyen ou fort (52,8 % au niveau départemental et 48,5 % au niveau national). Sur les 1 352 bâtiments dénombrés sur la commune en 2019, 925 sont en aléa moyen ou fort, soit 68 %, à comparer aux 70 % au niveau départemental et 54 % au niveau national. Une cartographie de l'exposition du territoire national au retrait gonflement des sols argileux est disponible sur le site du BRGM,.
Concernant les mouvements de terrains, la commune a été reconnue en état de catastrophe naturelle au titre des dommages causés par la sécheresse en 1989 et par des mouvements de terrain en 1999.

#### Risques technologiques
Le risque de transport de matières dangereuses sur la commune est lié à sa traversée par des infrastructures routières ou ferroviaires importantes ou la présence d'une canalisation de transport d'hydrocarbures. Un accident se produisant sur de telles infrastructures est en effet susceptible d’avoir des effets graves au bâti ou aux personnes jusqu’à 350 m, selon la nature du matériau transporté. Des dispositions d’urbanisme peuvent être préconisées en conséquence.

## Toponymie
Bas latin Campus Follis, vers 986 (cartulaire Saint-Père-en-Vallée de Chartres) de campus = « champ », follis = « aux herbes folles » ; c’est-à-dire : champ où poussent des herbes folles.
Campus Fauni, 1127 (cartulaire Saint-Père-en-Vallée de Chartres), ce nom indiquerait plutôt un champ du Faune, divinité latine champêtre. Cette deuxième forme, plus tardive, semble être une traduction de la forme romane incomprise.

## Histoire
Au Moyen Âge, alors que chaque commune produisait son propre vin, celui de Champhol, dit « Sèchecôte », était considéré comme le meilleur de la région. L'écusson de la ville représente d'ailleurs deux pieds de vigne entourant une serpe.
En 1620, y est créé un carmel qui ferme en 2016,.
Le 15 août 1858, le hameau de La Mihoue fut détruit par un incendie. 71 maisons, toutes ayant un toit en chaume, furent détruites. Il y eut trois morts : Louis Brault, 83 ans, et les époux Jumentier, âgés de 66 et 62 ans.
Avant la Première Guerre mondiale s'installe à Champhol un terrain d'aviation, qui deviendra la base aérienne 122 Chartres-Champhol. L'école de pilotage militaire formera près d'un quart des pilotes de la Première Guerre mondiale, mémoire transmise dans la symbolique de l'insigne de tradition de cette base aérienne : un pélican se sacrifie et donne son sang pour sauver ses petits.
La base aérienne entretiendra une activité navigante jusqu'en 1961, date du départ du Groupe de Transport 61 vers celle située à Orléans-Bricy. Elle a fermé définitivement en 1997.

## Politique et administration

### Élections municipales du 15 mars 2020
- Maire sortant : Christian Gigon[22]
- 27 sièges à pourvoir au conseil municipal (population légale 2017 : 3 656 habitants)
- 2 sièges à pourvoir au conseil communautaire (communauté d'agglomération Chartres Métropole)

Aucun siège n'est pourvu lors de ce premier tour.

### Liste des maires
| Période                                  | Période        | Identité          | Étiquette | Qualité                                                                                                   |
| ---------------------------------------- | -------------- | ----------------- | --------- | --- |
|                                          |                | Jacques Grandet   |           | |
|                                          |                | Jean Grandet      |           | |
| Les données manquantes sont à compléter. |                |                   |           | |
| 1963                                     |                | Paul Doublet      |           | |
| 1977                                     | 1989           | Pierre Chanteloup |           | |
| 1989                                     | 1995           | Robert Rousselet  |           | |
| 1995                                     | 3 juillet 2020 | Christian Gigon   | PRG-MRSL  | Retraité Fonction publique Conseiller général du canton de Chartres-Nord-Est (1998-2015)                  |
| 3 juillet 2020                           | En cours       | Étienne Rouault   | MC-IDL    | Responsable service secteur biotechnologie Conseiller départemental du canton de Chartres-1 (depuis 2021) |

### Politique environnementale
Dans son palmarès 2017, le Conseil National des Villes et Villages Fleuris de France a attribué trois fleurs à la commune au Concours des villes et villages fleuris.

## Population et société

### Démographie
L'évolution du nombre d'habitants est connue à travers les recensements de la population effectués dans la commune depuis 1793. Pour les communes de moins de 10 000 habitants, une enquête de recensement portant sur toute la population est réalisée tous les cinq ans, les populations de référence des années intermédiaires étant quant à elles estimées par interpolation ou extrapolation. Pour la commune, le premier recensement exhaustif entrant dans le cadre du nouveau dispositif a été réalisé en 2007.

En 2022, la commune comptait 3 674 habitants, en évolution de +1,44 % par rapport à 2016 (Eure-et-Loir : −0,23 %, France hors Mayotte : +2,11 %).
| 1793 | 1800 | 1806 | 1821 | 1831 | 1836 | 1841 | 1846 | 1851 |
| ---- | ---- | ---- | ---- | ---- | ---- | ---- | ---- | ---- |
| 455  | 409  | 412  | 464  | 441  | 435  | 410  | 472  | 446  |

| 1856 | 1861 | 1866 | 1872 | 1876 | 1881 | 1886 | 1891 | 1896 |
| ---- | ---- | ---- | ---- | ---- | ---- | ---- | ---- | ---- |
| 425  | 414  | 408  | 384  | 370  | 390  | 397  | 380  | 415  |

| 1901 | 1906 | 1911 | 1921 | 1926 | 1931 | 1936 | 1946 | 1954 |
| ---- | ---- | ---- | ---- | ---- | ---- | ---- | ---- | ---- |
| 412  | 382  | 392  | 412  | 503  | 510  | 518  | 372  | 473  |

| 1962 | 1968 | 1975  | 1982  | 1990  | 1999  | 2006  | 2007  | 2012  |
| ---- | ---- | ----- | ----- | ----- | ----- | ----- | ----- | ----- |
| 657  | 818  | 1 063 | 1 694 | 2 235 | 2 898 | 3 362 | 3 423 | 3 591 |

| 2017  | 2022  | - | - | - | - | - | - | - |
| ----- | ----- | - | - | - | - | - | - | - |
| 3 656 | 3 674 | - | - | - | - | - | - | - |

## Culture locale et patrimoine

### Lieux et monuments

#### Église Saint-Denis
Le 2 mars 1944, à partir de 16 h 50, la base aérienne de Chartres est attaquée pendant une vingtaine de minutes par 84 bombardiers B 17 en 4 vagues de 21 avions des 388th BG, 399th BG et 100th BG. De l'église il ne reste que le clocher, intact.

#### Château de Vauventriers
Inscrit MH (1969, 2006).

Lieux et monuments de Champhol
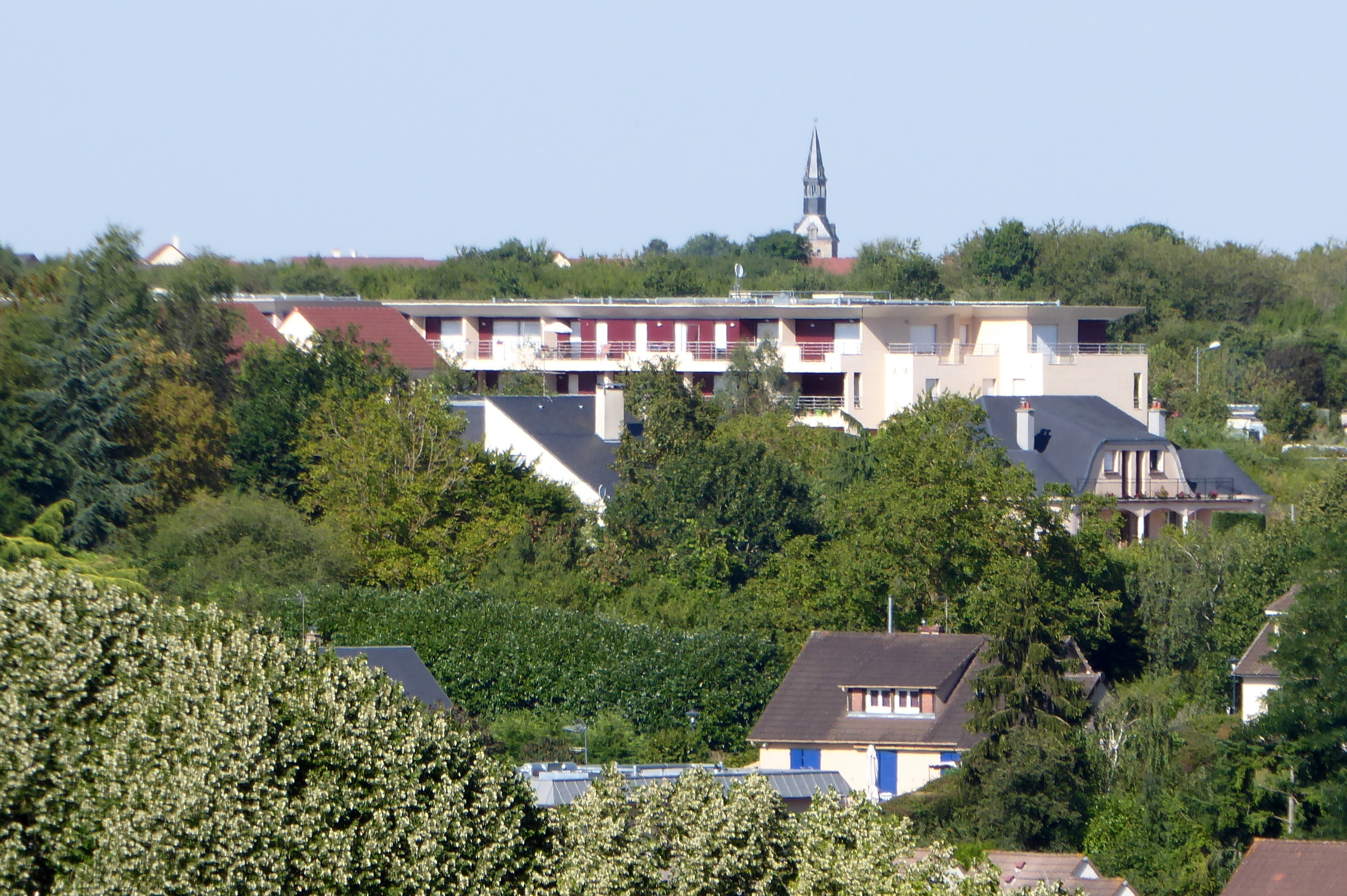
L'église Saint-Denis, vue des jardins de l'évêché de Chartres.
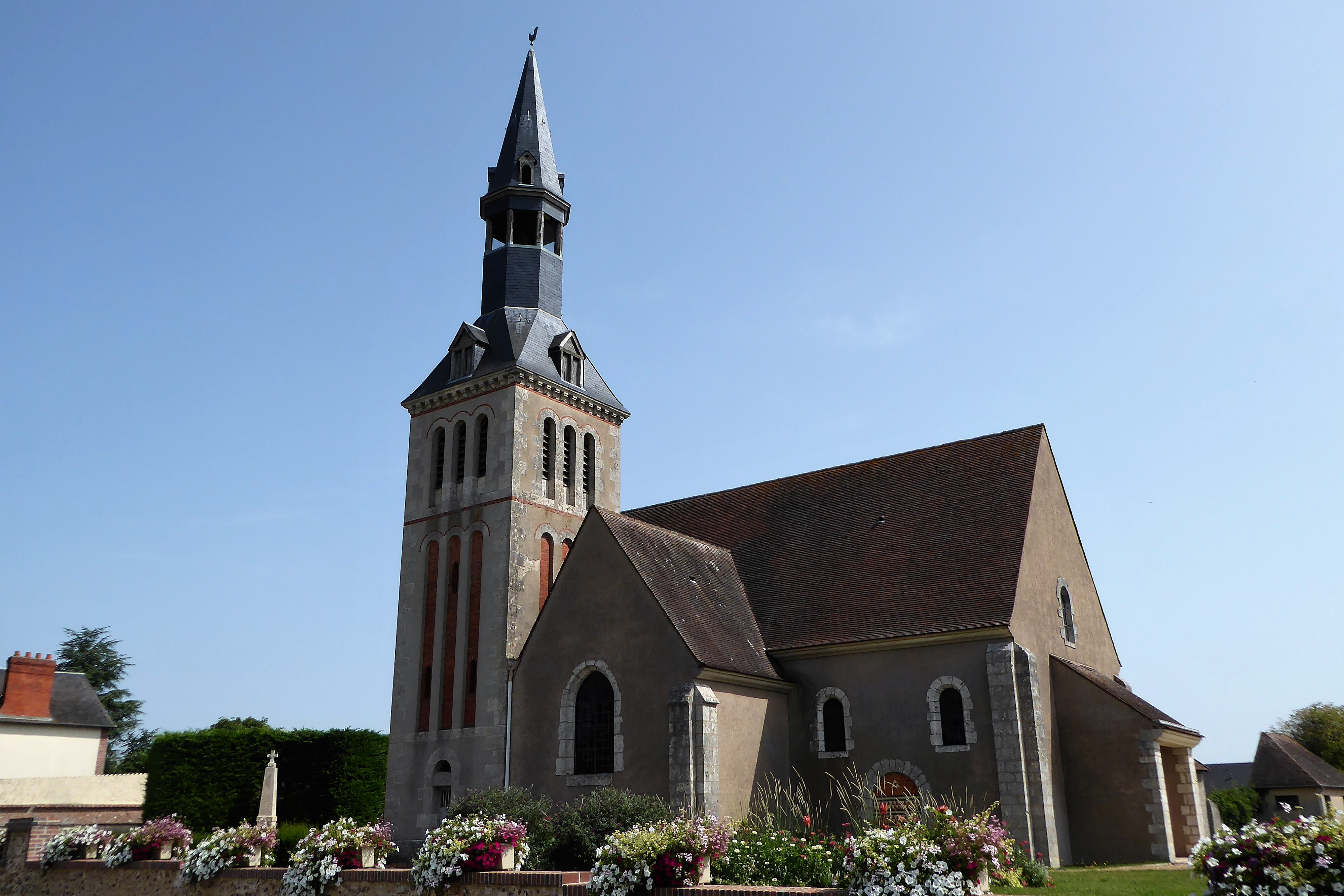
L'église Saint-Denis et le monument aux morts.
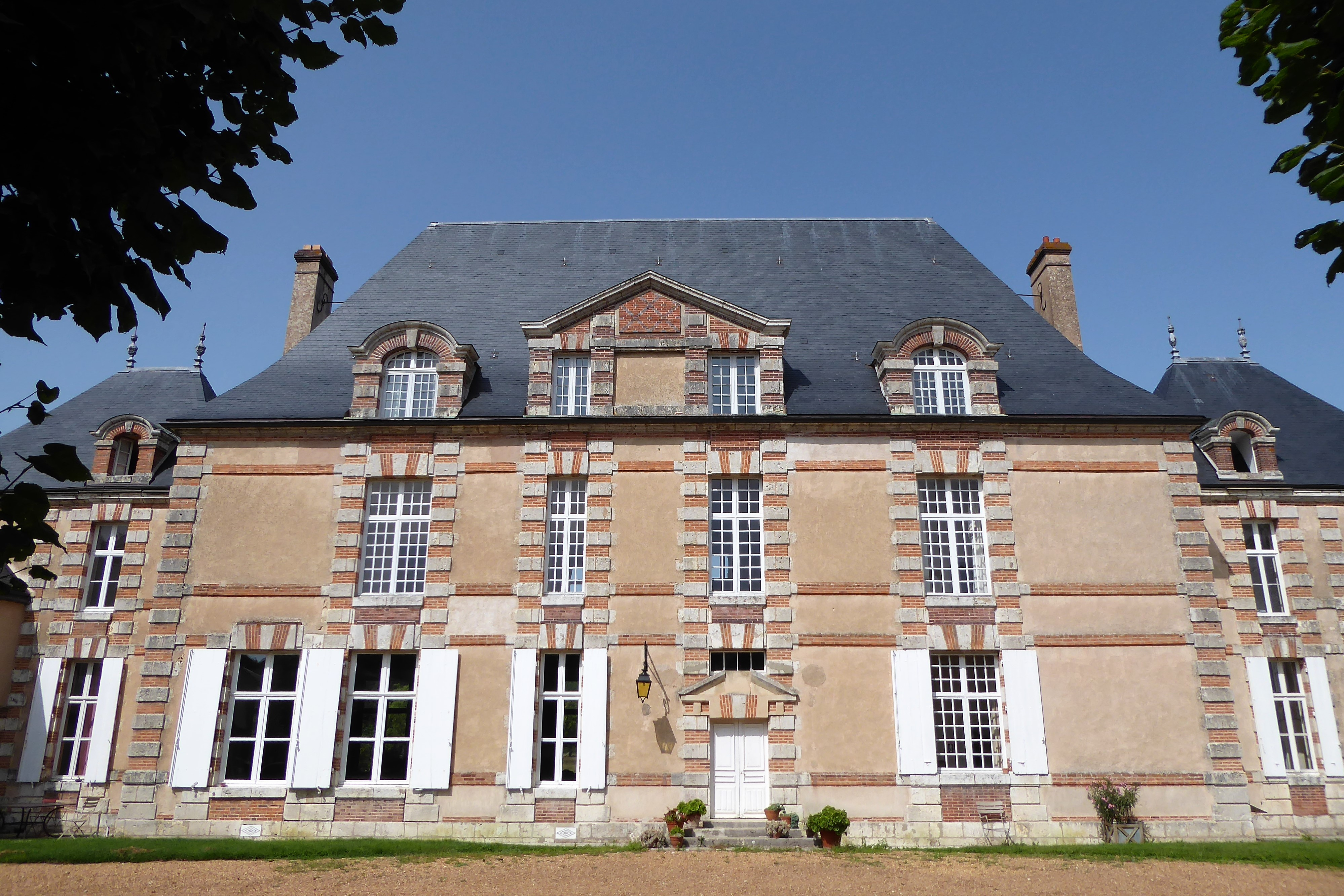
Le château de Vauventriers.

### Chemin de Saint-Jacques de Compostelle
La variante par Chartres de la Via Turonensis passe par Champhol.

### Personnalités liées à la commune
- Gérard Du Doyer de Gastels (1732-1798), poète et dramaturge né à Champhol.
- Véronique de Montchalin, députée de la première circonscription d'Eure-et-Loir réside à Champhol[31]
- Laurie Derouard (1996-), Miss Eure-et-Loir et Miss Centre-Val de Loire 2018[32].

### Héraldique
| Armes de Champhol | Les armes de la commune de Champhol se blasonnent ainsi : D'or à la serpette de vigneron d'argent emmanchée d'azur, posée en pal, accostée de deux ceps de vigne de sable fruités d'une pièce aussi d'azur et feuillés d'une pièce de sinople, à la champagne aussi d'or grillagée aussi de sable. |